# Мисс Россия 2019
Мисс Россия 2019 — 27-й ежегодный национальный конкурс красоты Мисс Россия, финал которого состоялся 13 апреля 2019 года в концертном зале «Барвиха Luxury Village». Победительницей стала представительница города Азов — Алина Санько.

## Результаты конкурса
| Итоговое место   | Участница |
| ---------------- | --- |
| Мисс Россия 2019 | - Азов — Алина Санько |
| 1 Вице-Мисс      | - Екатеринбург — Арина Верина |
| 2 Вице-Мисс      | - Татарстан — Ралина Арабова |
| Топ 10           | - Чувашия — Юлия Тихонова - Ростов-на-Дону — Елена Разинкова - Тюменская область — Полина Качанова - Челябинск — Елизавета Смолина - Ленинградская область — Екатерина Калязина - Нижний Новгород — Дарья Мельникова - Московская область — Виктория Гусева                                                            |
| Топ 20           | - Якутия — Влада Потапова - Новокузнецк — Лолита Прудникова - Башкортостан — Эльвира Карамышева - Тобольск — Елена Пановикова - Севастополь — Анастасия Вознюк - Санкт-Петербург — Елена Линкевич - Новосибирск — Полина Атаманова - Тюмень — Кристина Баринова - Марий Эл — Анна Рудакова - Симферополь — Юлия Чернюк |

## Жюри
Список жюри:
- Оксана Федорова — «Мисс Россия 2001», «Мисс Вселенная 2002», основатель благотворительного фонда «Спешите делать добро», телеведущая;
- Татьяна Котова — «Мисс Россия 2006», певица и актриса;
- Smash — диджей и музыкальный продюсер;
- Игорь Чапурин — дизайнер, участник официального расписания Недели моды в Париже, художник по костюмам Большого и Мариинского театров, обладатель двух премий «Золотой манекен»;
- Владимир Матецкий — композитор, продюсер, радиоведущий.

## Список участниц
Список участниц конкурса красоты:
| Имя                   | Родной регион/город      | Возраст | Итоговое место                                      | Примечание |
| --------------------- | ------------------------ | ------- | --------------------------------------------------- | ---------- |
| Влада Потапова        | Республика Саха (Якутия) | 23      | Топ-20, Лидер зрительского голосования              |            |
| Лолита Прудникова     | Новокузнецк              | 19      | Топ-20                                              |            |
| Елена Пановикова      | Тобольск                 | 23      | Топ-20, Победительница в номинации «Народный выбор» |            |
| Эльвира Карамышева    | Республика Башкортостан  | 20      | Топ-20                                              |            |
| Анастасия Вознюк      | Севастополь              | 20      | Топ-20                                              |            |
| Елена Линкевич        | Санкт-Петербург          | 19      | Топ-20                                              |            |
| Анна Рудакова         | Республика Марий Эл      | 19      | Топ-20                                              |            |
| Сабина Рабая          | Калужская область        | 23      |                                                     |            |
| Полина Атаманова      | Новосибирск              | 18      | Топ-20                                              |            |
| Юлия Тихонова         | Республика Чувашия       | 20      | Топ-10                                              |            |
| Арина Верина          | Екатеринбург             | 20      | 1-я Вице-Мисс                                       |            |
| Елизавета Стратенко   | Вышний Волочёк           | 22      |                                                     |            |
| Наталья Воробьёва     | Белгород                 | 23      |                                                     |            |
| Мария Калибина        | Ивановская область       | 20      |                                                     |            |
| Екатерина Неклюдова   | Пермский Край            | 21      |                                                     |            |
| Анастасия Конарева    | Анадырь                  | 19      |                                                     |            |
| Намжилма Доржиева     | Республика Бурятия       | 21      |                                                     |            |
| Ксения Белова         | Тольятти                 | 18      |                                                     |            |
| Дарья Митичкина       | Самарская область        | 18      |                                                     |            |
| Алина Санько          | Азов                     | 20      | Мисс Россия 2019                                    |            |
| Екатерина Ненашева    | Москва                   | 18      |                                                     |            |
| Анастасия Криволапова | Хабаровск                | 22      |                                                     |            |
| Анастасия Дядюра      | Анапа                    | 19      |                                                     |            |
| Линара Исаева         | Уфа                      | 18      |                                                     |            |
| Елизавета Смолина     | Челябинск                | 23      | Топ-10                                              |            |
| Кристина Баринова     | Тюмень                   | 20      | Топ-20                                              |            |
| Виктория Гусева       | Московская область       | 23      | Топ-10                                              |            |
| Татьяна Пачиско       | Тверь                    | 21      |                                                     |            |
| Александра Еличева    | Иваново                  | 18      |                                                     |            |
| Полина Качанова       | Тюменская область        | 20      | Топ-10                                              |            |
| Влада Садирова        | Свердловская область     | 22      |                                                     |            |
| Виолетта Милованова   | Волгоград                | 19      |                                                     |            |
| Лидия Иванова         | Барнаул                  | 19      |                                                     |            |
| Анна Харисова         | Самара                   | 19      |                                                     |            |
| Ольга Безрукова       | Пенза                    | 20      |                                                     |            |
| Дарья Верхотурцева    | Ноябрьск                 | 21      |                                                     |            |
| Елизавета Задорожная  | Краснодар                | 19      |                                                     |            |
| Дарья Мельникова      | Нижний Новгород          | 22      | Топ-10                                              |            |
| Алина Витковская      | Керчь                    | 19      |                                                     |            |
| Валерия Сколота       | Ставропольский Край      | 20      |                                                     |            |
| Кристина Ребрик       | Сочи                     | 19      |                                                     |            |
| Елена Разинкова       | Ростов-На-Дону           | 20      | Топ-10                                              |            |
| Юлия Чернюк           | Симферополь              | 22      | Топ-20                                              |            |
| Мария Кудрявцева      | Киров                    | 22      |                                                     |            |
| Миляуша Галимова      | Казань                   | 20      |                                                     |            |
| Ралина Арабова        | Республика Татарстан     | 19      | 2-я Вице-Мисс                                       |            |
| Вероника Щелканова    | Богородск                | 22      |                                                     |            |
| Яна Паценкер          | Нижегородская область    | 22      |                                                     |            |
| Екатерина Калязина    | Ленинградская область    | 22      | Топ-10                                              |            |
| Марина Грошева        | Волгоградская область    | 22      |                                                     |            |